# Наукова бібліотека Національного університету «Чернігівський колегіум» імені Т. Г. Шевченка
Наукова бібліотека Національного університету «Чернігівський колегіум» імені Т. Г. Шевченка — структурний підрозділ Національного університету «Чернігівський колегіум» імені Т. Г. Шевченка, що здійснює бібліотечно-інформаційне забезпечення освітньої та науково-дослідної діяльності закладу. Одна з найбільших наукових бібліотек Чернігівської області. Заснована 1916 року.

## Загальні дані
Наукова бібліотека знаходиться в приміщенні головного корпусу Національного університету «Чернігівський колегіум» імені Т. Г. Шевченка. Книжкові фонди налічують 600 тисяч примірників навчальної, наукової, художньої літератури, цінних і рідкісних, періодичних видань. Традиційні навчальні видання доповнюють електронні матеріали. До послуг користувачів спеціалізовані абонементи, читальні зали та філія. У читальних залах підтримується безкоштовна Wi-Fi зона.

## Історія
Історія бібліотеки тісно пов'язана з історією навчального закладу. 22 вересня 1916 року відбулося відкриття Чернігівського учительського інституту. Розпочалося формування фондів інститутської бібліотеки. На 1 січня 1917 року було закуплено 415 книг.
Довгий час учительський інститут не мав свого приміщення, але навіть у таких складних умовах роботи його бібліотека весь час поповнювалася книгами. Восени 1920 року інститут був трансформований в інститут народної освіти, який розмістився в окремій кам'яній будівлі колишнього реального училища. Бібліотека займала три кімнати. У 1923 році при бібліотеці організовується студентська читальня. До березня 1926 року завідувачем книгозбірні був П.Федоренко, а після нього керував В.Щеглов. На початку війни 1941 року фонд бібліотеки інституту налічував 80 тисяч екземплярів.
У перші місяці нацистської окупації загарбники спалили навчальні корпуси, гуртожиток та бібліотеку.
Діяльність Чернігівського державного учительського інституту було поновлено з 23 квітня 1944 року. Бібліотечний фонд, повністю знищений під час війни, відновлювався за рахунок дарувальників, меценатів, обмінних фондів вузівських бібліотек. Бібліотеку очолила Малкова С. З. На кінець навчального року бібліотека нараховувала вже 6000 томів книг.
З 1956 по 2008 рік незмінним директором бібліотеки була Нінель Григорівна Костарчук. Невпинно зростає книжковий фонд. В 1969 році бібліотека отримала нове приміщення з 2 читальними залами, 4-ярусним книгосховищем, робочими кабінетами, спеціалізованими абонементами, каталажним залом. В 1989 році фонд бібліотеки налічував понад 600 тис. примірників книг.
На основі наказу Міністерства освіти та науки України від 14 березня 2001 року на бібліотеку Чернігівського державного педагогічного університету імені Т. Г. Шевченка були покладені обов'язки обласного методичного центру бібліотек вищих навчальних закладів Чернігівського регіону.
2008 року бібліотеку очолила кандидат педагогічних наук, заслужений працівник культури України Ганна Григорівна Макарова. Впроваджено автоматизацію усіх бібліотечних процесів за допомогою інтегрованої бібліотечної системи «УФД/Бібліотека». Бібліотека отримала статус наукової.

## Структура
- Директор
- Заступник директора
- Провідний методист
- Відділ комплектування, наукової обробки документів та організації каталогів
- Каталожний зал
- Відділ науково-бібліографічної інформації та комп'ютерних технологій
- Сектор інформаційних технологій та комп'ютерного забезпечення
- Комп'ютерний зал
- Абонемент навчальної літератури
- Абонемент наукової літератури
- Абонемент художньої літератури
- Читальний зал (№ 1)
- Читальний зал рідкісних видань (№ 2)
- Філія Наукової бібліотеки Національного університету «Чернігівський колегіум» імені Т. Г. Шевченка Навчально-наукового інституту історії та соціогуманітарних дисциплін імені О. М. Лазаревського